# 岡山県道340号河本久米線
岡山県道340号河本久米線（おかやまけんどう340ごう こうもとくめせん）は、岡山県苫田郡鏡野町から津山市に至る一般県道である。

## 概要
苫田郡鏡野町薪森原と津山市南方中（みなみがたなか）を結ぶ。

### 路線データ
- 起点：苫田郡鏡野町河本543-3（岡山県道339号西一宮中北上線交点）
- 終点：津山市南方中（国道181号交点、岡山県道159号久米中央線起点）
- 総延長：3.3 km

## 歴史
- 1960年（昭和45年）3月18日 - 岡山県告示第335号により認定される。
- 1972年（昭和47年） - 岡山県の県道番号再編により現行の路線番号に変更される。
- 2005年（平成17年）2月28日 - 久米郡久米町が津山市に編入されたことに伴い終点の地名表記が変更される（久米郡久米町南方中→津山市南方中）。
- 2024年（令和6年）11月29日 - 起点部の旧道区間が県道から除外、https://www.pref.okayama.jp/uploaded/life/947032_9087425_misc.pdf。

## 地理

### 通過する自治体
- 岡山県
  - 苫田郡鏡野町 - 津山市

### 交差する道路
| 交差する道路                                             | 市町村名 | 市町村名 | 交差する場所             | 交差する場所                                                                             |
| -------------------------------------------------------- | -------- | -------- | ------------------------ | ---------------------------------------------------------------------------------------- |
| 岡山県道337号山城宮尾線 岡山県道339号西一宮中北上線 重複 | 苫田郡   | 鏡野町   | 薪森原                   | 起点                                                                                     |
| 岡山県道339号西一宮中北上線 津山広域農道 重複            | 苫田郡   | 鏡野町   | 原                       | バイパス起点【北緯35度4分55.5秒 東経133度54分14.4秒 / 北緯35.082083度 東経133.904000度】 |
| 岡山県道340号河本久米線 / バイパス                       | 苫田郡   | 鏡野町   | 原                       |                                                                                          |
| 岡山県道335号余野上久米線                                | 津山市   | 津山市   | 中北下                   |                                                                                          |
| 国道181号 岡山県道159号久米中央線                        | 津山市   | 津山市   | 南方中（みなみがたなか） | 終点                                                                                     |

### 交差する鉄道
- 姫新線

### 沿線
- 三成古墳
- E2A 中国自動車道 久米BS
- 津山市役所久米支所
- 久米郵便局